# Esports World Cup 2024
Esports World Cup 2024 (EWC), hay Cúp thể thao điện tử thế giới 2024 là giải đấu đầu tiên của Esports World Cup, một chuỗi giải đấu thể thao điện tử quốc tế thường niên thay thế Gamers8, do Tổ chức Esports World Cup điều hành, được tài trợ bởi Quỹ đầu tư công của Ả Rập Xê Út. Giải đấu sẽ diễn ra tại Riyadh, Ả Rập Xê Út, từ ngày 4 tháng 7 đến ngày 25 tháng 8 năm 2024 và sẽ có 22 giải đấu trong 21 bộ môn thể thao điện tử khác nhau. Giải đấu sẽ có tổng giải thưởng lớn nhất trong lịch sử thể thao điện tử với hơn 60 triệu đô la Mỹ, bao gồm tổng giải thưởng các giải đấu cá nhân, giải thưởng cho các đội đủ điều kiện tham gia sự kiện EWC, giải thưởng cho các tuyển thủ giành MVP và Club Championship, một giải đấu tổng hợp kết quả các giải đấu thể thao điện tử cá nhân của tất cả các tổ chức tham gia (được gọi là "Câu lạc bộ" đối với EWC) để giành chức vô địch Câu lạc bộ.
Esports World Cup đã bị một số người chỉ trích vì vương quốc Ả Rập Xê Út sử dụng EWC như một công cụ để đánh lạc hướng cộng đồng thể thao điện tử khỏi nhiều hành vi vi phạm nhân quyền, cũng như lập trường của đất nước về quyền LGBTQ+, quyền phụ nữ và cách xử lý sự bất đồng chính kiến. Một số tổ chức đã chọn không tham gia Esports World Cup do lo ngại về sự an toàn của người hâm mộ nếu họ tới Riyadh.

## Lịch sử
Vào tháng 10 năm 2023, Ả Rập Xê Út đã công bố khai mạc Cúp thể thao điện tử thế giới với tư cách là sự kế thừa của Gamers8, lễ hội thể thao điện tử hiện trước đây của Liên đoàn thể thao điện tử Ả Rập Xê Út, dự kiến diễn ra tại Riyadh. Giải đấu này được phát triển như một phần của kế hoạch "Tầm nhìn 2030 của Ả Rập Xê Út", một kế hoạch do Thái tử Mohammed bin Salman dẫn đầu nhằm đa dạng hóa nền kinh tế của đất nước và giảm bớt sự phụ thuộc vào dầu mỏ.
Năm bộ môn thể thao điện tử đầu tiên được công bố vào ngày 20 tháng 2 năm 2024, với các bộ môn khác được bổ sung trong suốt bốn tháng tiếp theo. 2 bộ môn cuối cùng, bộ môn thứ 20 là Call of Duty: Warzone và bộ môn thứ 21 là Modern Warfare III, đã được thêm vào ngày 12 tháng 6. Các giải đấu sẽ diễn ra trên diện tích 645,000 foot vuông (59,9225 m2) tại Thành phố Boulevard của Riyadh, nơi có bốn nhà thi đấu thể thao điện tử riêng biệt.

## Thể thức
Esports World Cup sẽ bao gồm 22 giải đấu với 21 danh hiệu cạnh tranh. Mỗi giải đấu sẽ tuân theo thể thức và quy tắc riêng, góp phần tạo nên một cuộc thi lớn hơn được gọi là Club Championship.

### Club Championship
Club Championship là một giải đấu liên bộ môn trong khuôn khổ Cúp thể thao điện tử thế giới, tổng hợp kết quả các giải đấu thể thao điện tử cá nhân của tất cả các tổ chức tham gia (được gọi là "Câu lạc bộ" đối với EWC). Chức vô địch sẽ phân bổ tổng cộng 20 triệu đô la Mỹ cho 16 câu lạc bộ hàng đầu (được EWC sử dụng thay cho "tổ chức"), được xác định bởi thành tích chung của họ trong các giải đấu khác nhau trong suốt giải đấu. Để đủ điều kiện tham dự Club Championship, một câu lạc bộ phải đứng trong thứ hạng 8 ở ít nhất hai giải đấu và để giành được danh hiệu vô địch, câu lạc bộ đó phải đảm bảo vị trí đầu tiên trong ít nhất một giải đấu. Chỉ những đội tuyển tham gia được công bố công khai là thành viên của tổ chức tương ứng của họ trước ngày 14 tháng 6 năm 2024 mới đủ điều kiện nhận điểm cho câu lạc bộ của họ. Dưới đây là bảng phân tích số điểm được trao dựa trên vị trí trong các giải vô địch thể thao điện tử cá nhân:
| TH | Điểm |   | TH  | Điểm |
| 1  | 1000 | 5 | 110 |      |
| 2  | 600  | 6 | 70  |      |
| 3  | 350  | 7 | 40  |      |
| 4  | 200  | 8 | 20  |      |

### Chương trình hỗ trợ câu lạc bộ
Chương trình hỗ trợ câu lạc bộ của Tổ chức Esports World Cup là một sáng kiến được thiết kế nhằm cung cấp hỗ trợ tài chính đáng kể cho các tổ chức thể thao điện tử được chọn. Thông qua chương trình này, các đội được chọn sẽ nhận được hỗ trợ tài chính hàng năm để nâng cao hoạt động và tạo nhiều cơ hội hơn cho các tuyển thủ chuyên nghiệp. Tổng cộng có 30 tổ chức thể thao điện tử, trong đó có 22 tổ chức được mời và 8 tổ chức được lựa chọn trong số hơn 150 đơn đăng ký dựa trên thành tích thi đấu trong quá khứ, chiến lược trong tương lai và cách tiếp cận để thu hút người hâm mộ, đã được chọn vào Chương trình hỗ trợ câu lạc bộ. Giống như tất cả các câu lạc bộ khác trong EWC, các thành viên của Chương trình hỗ trợ câu lạc bộ phải đạt được tư cách tham gia giải đấu của mỗi bộ môn và Club Championship, nhưng họ sẽ vẫn đủ điều kiện nhận phần thưởng tài chính hàng năm bất kể trạng thái đủ điều kiện của họ, cũng như khoản thanh toán một lần. Nếu một tổ chức muốn tham gia vào lĩnh vực thể thao điện tử mới, đặc biệt là những tổ chức có mặt tại Cúp thể thao điện tử thế giới. Phần thưởng tùy thuộc vào khả năng của mỗi thành viên trong việc nâng cao lượng người xem và mức độ tương tác của người hâm mộ đối với EWC.
30 đội đại diện cho năm khu vực cạnh tranh chính — Châu Âu, Bắc Mỹ, Châu Á, Nam Mỹ và Trung Đông — với phần lớn các đội chủ yếu có trụ sở tại Châu Âu hoặc Bắc Mỹ.
Châu Âu
- Fnatic
- G2 Esports
- Guild Esports
- Karmine Corp
- Movistar KOI[b]
- OG
- Natus Vincere
- Ninjas in Pyjamas
- Team Liquid
- Team Secret
- Team Vitality
- Tundra Esports
- Virtus.pro

Bắc Mỹ
- 100 Thieves
- Cloud9
- FaZe Clan
- Gaimin Gladiators
- NRG Esports
- Spacestation Gaming
- TSM

Châu Á
- Blacklist International
- LGD Gaming
- Gen.G Esports
- T1
- Talon Esports
- Weibo Gaming

Nam Mỹ
- Furia Esports
- LOUD

Trung Đông
- Team Falcons
- Twisted Minds

## Lịch thi đấu
| ● | Ngày thi đấu |

| Apex Legends                     | Apex Legends                     |   |   |   |   |   |  |  |   |   |   |   |   |  |   |   |   |   |   |   |  |   |   |   |   |   |   |          |          | ●        | ●        | ●        | ●        | ●        |  |  |  |   |   |   |   |  |  |   |   |   |   |   |  |  |   |   |   |   |   |
| Call of Duty: Modern Warfare III | Call of Duty: Modern Warfare III |   |   |   |   |   |  |  |   |   |   |   |   |  |   |   |   |   |   |   |  |   |   |   |   |   |   |          |          |          |          |          |          |          |  |  |  |   |   |   |   |  |  |   | ● | ● | ● | ● |  |  |   |   |   |   |   |
| Call of Duty: Warzone            | Call of Duty: Warzone            | ● | ● | ● | ● |   |  |  |   |   |   |   |   |  |   |   |   |   |   |   |  |   |   |   |   |   |   |          |          |          |          |          |          |          |  |  |  |   |   |   |   |  |  |   |   |   |   |   |  |  |   |   |   |   |   |
| Counter-Strike 2                 | Counter-Strike 2                 |   |   |   |   |   |  |  |   |   |   |   |   |  |   | ● | ● | ● | ● | ● |  |   |   |   |   |   |   |          |          |          |          |          |          |          |  |  |  |   |   |   |   |  |  |   |   |   |   |   |  |  |   |   |   |   |   |
| Dota 2                           | Dota 2                           |   | ● | ● | ● | ● |  |  | ● | ● | ● | ● | ● |  | ● | ● | ● | ● | ● | ● |  |   |   |   |   |   |   |          |          |          |          |          |          |          |  |  |  |   |   |   |   |  |  |   |   |   |   |   |  |  |   |   |   |   |   |
| EA Sports FC 24                  | EA Sports FC 24                  |   |   |   |   |   |  |  |   |   |   |   |   |  |   |   |   |   |   |   |  |   |   |   |   |   |   |          |          |          |          |          |          |          |  |  |  |   |   |   |   |  |  |   | ● | ● | ● | ● |  |  |   |   |   |   |   |
| Fortnite                         | Fortnite                         |   |   |   |   |   |  |  |   |   |   |   |   |  |   |   |   |   |   |   |  |   |   |   |   |   |   |          |          |          |          |          |          |          |  |  |  | ● | ● | ● | ● |  |  |   |   |   |   |   |  |  |   |   |   |   |   |
| Garena Free Fire                 | Garena Free Fire                 |   |   |   |   |   |  |  | ● | ● | ● | ● | ● |  |   |   |   |   |   |   |  |   |   |   |   |   |   |          |          |          |          |          |          |          |  |  |  |   |   |   |   |  |  |   |   |   |   |   |  |  |   |   |   |   |   |
| Vương Giả Vinh Diệu              | Vương Giả Vinh Diệu              |   |   |   |   |   |  |  |   |   |   |   |   |  |   |   |   |   |   |   |  |   |   |   |   |   |   | Ước tính | Ước tính | Ước tính | Ước tính | Ước tính | Ước tính | Ước tính |  |  |  |   |   |   |   |  |  |   |   |   |   |   |  |  |   |   |   |   |   |
| Mobile Legends: Bang             | Nam                              | ● | ● | ● | ● | ● |  |  | ● | ● | ● | ● | ● |  |   |   |   |   |   |   |  |   |   |   |   |   |   |          |          |          |          |          |          |          |  |  |  |   |   |   |   |  |  |   |   |   |   |   |  |  |   |   |   |   |   |
| Mobile Legends: Bang             | Nữ                               |   |   |   |   |   |  |  |   |   |   |   |   |  |   |   |   |   |   |   |  |   |   | ● | ● | ● | ● |          |          |          |          |          |          |          |  |  |  |   |   |   |   |  |  |   |   |   |   |   |  |  |   |   |   |   |   |
| Liên Minh Huyền Thoại            | Liên Minh Huyền Thoại            |   | ● | ● | ● | ● |  |  |   |   |   |   |   |  |   |   |   |   |   |   |  |   |   |   |   |   |   |          |          |          |          |          |          |          |  |  |  |   |   |   |   |  |  |   |   |   |   |   |  |  |   |   |   |   |   |
| Overwatch 2                      | Overwatch 2                      |   |   |   |   |   |  |  |   |   |   |   |   |  |   |   |   |   |   |   |  |   | ● | ● | ● | ● | ● |          |          |          |          |          |          |          |  |  |  |   |   |   |   |  |  |   |   |   |   |   |  |  |   |   |   |   |   |
| PUBG: Battlegrounds              | PUBG: Battlegrounds              |   |   |   |   |   |  |  |   |   |   |   |   |  |   |   |   |   |   |   |  |   |   |   |   |   |   |          |          |          |          |          |          |          |  |  |  |   |   |   |   |  |  |   |   |   |   |   |  |  | ● | ● | ● | ● | ● |
| PUBG Mobile                      | PUBG Mobile                      |   |   |   |   |   |  |  |   |   |   |   |   |  |   |   |   | ● | ● | ● |  | ● | ● |   | ● | ● | ● |          |          |          |          |          |          |          |  |  |  |   |   |   |   |  |  |   |   |   |   |   |  |  |   |   |   |   |   |
| Rainbow Six Siege                | Rainbow Six Siege                |   |   |   |   |   |  |  |   |   |   |   |   |  |   |   |   |   |   |   |  |   |   |   |   |   |   |          |          | ●        | ●        | ●        | ●        | ●        |  |  |  |   |   |   |   |  |  |   |   |   |   |   |  |  |   |   |   |   |   |
| Rennsport                        | Rennsport                        |   |   |   |   |   |  |  |   |   |   |   |   |  |   |   |   |   |   |   |  |   |   |   |   |   |   |          |          |          |          |          |          |          |  |  |  |   |   |   |   |  |  |   |   |   |   |   |  |  |   | ● | ● | ● | ● |
| Rocket League                    | Rocket League                    |   |   |   |   |   |  |  |   |   |   |   |   |  |   |   |   |   |   |   |  |   |   |   |   |   |   |          |          |          |          |          |          |          |  |  |  |   |   |   |   |  |  |   |   |   |   |   |  |  |   | ● | ● | ● | ● |
| StarCraft II                     | StarCraft II                     |   |   |   |   |   |  |  |   |   |   |   |   |  |   |   |   |   |   |   |  |   |   |   |   |   |   |          |          |          |          |          |          |          |  |  |  |   |   |   |   |  |  | ● | ● | ● | ● | ● |  |  |   |   |   |   |   |
| Street Fighter 6                 | Street Fighter 6                 |   |   |   |   |   |  |  |   |   |   |   |   |  |   |   |   |   |   |   |  |   |   |   |   |   |   |          |          |          |          |          |          |          |  |  |  | ● | ● | ● | ● |  |  |   |   |   |   |   |  |  |   |   |   |   |   |
| Đấu Trường Chân Lý               | Đấu Trường Chân Lý               |   |   |   |   |   |  |  |   |   |   |   |   |  |   |   |   |   |   |   |  |   |   |   |   |   |   |          |          |          |          |          |          |          |  |  |  | ● | ● | ● | ● |  |  |   |   |   |   |   |  |  |   |   |   |   |   |
| Tekken 8                         | Tekken 8                         |   |   |   |   |   |  |  |   |   |   |   |   |  |   |   |   |   |   |   |  |   |   |   |   |   |   |          |          |          |          |          |          |          |  |  |  |   |   |   |   |  |  |   |   |   |   |   |  |  |   | ● | ● | ● | ● |

## Thành tích

### Giải đấu
| Event                            | Vàng | Bạc                                                                        | Đồng                                                                    |
| -------------------------------- | --- | -------------------------------------------------------------------------- | ----------------------------------------------------------------------- |
| Apex Legends                     | Aliance Effect Hakis unlucky | Team Falcons Genburten ImperialHal Zer0                                    | Luminosity Gaming Fuhhnq Sikezz sweetdreams                             |
| Call of Duty: Modern Warfare III | Atlanta FaZe aBeZy Cellium Drazah Simp | 100 Thieves Ghosty JoeDecieves Kremp Nastie                                | OpTic Gaming Dashy Kenny Pred Shotzzy                                   |
| Call of Duty: Modern Warfare III | Atlanta FaZe aBeZy Cellium Drazah Simp | 100 Thieves Ghosty JoeDecieves Kremp Nastie                                | Vancouver Surge 04 Abuzah Breszy Huke                                   |
| Call of Duty: Warzone            | Team Falcons Biffle Shifty Soka | Fnatic Almond Newbz Skullface                                              | Twisted Minds Aydan Knight zSmit                                        |
| Counter-Strike 2                 | Natus Vincere Aleksib b1t iM jL w0nderful | G2 Esports huNter- NiKo malbsMd m0NESY Snax                                | Virtus.pro electroNic fame FL1T Jame n0rb3r7                            |
| Counter-Strike 2                 | Natus Vincere Aleksib b1t iM jL w0nderful | G2 Esports huNter- NiKo malbsMd m0NESY Snax                                | MOUZ Brollan Jimpphat siuhy torzsi xertioN                              |
| Dota 2                           | Gaimin Gladiators Ace dyrachyo Quinn Seleri tOfu | Team Liquid 33 Boxi Insania miCKe Nisha                                    | Team Falcons ATF Cr1t- Malr1ne skiter Sneyking                          |
| EA Sports FC 24                  | jafonso (Luna Galaxy) | Young (Tuzzy E-Sports)                                                     | PHzin (Al-Ula FC)                                                       |
| EA Sports FC 24                  | jafonso (Luna Galaxy) | Young (Tuzzy E-Sports)                                                     | AbuMakkah (Team Falcons)                                                |
| Fortnite                         | XSET Cold Edgey Muz Ritual | Exceed Kwanti Meelks Okis Peterbot                                         | Heroic Fredoxie Hellfire Kiro Th0masHD                                  |
| Fortnite                         | XSET Cold Edgey Muz Ritual | Exceed Kwanti Meelks Okis Peterbot                                         | Karmine Corp Anas Malibuca Merstach SwizzY                              |
| Garena Free Fire                 | Team Falcons COUGAR COZQ ONEMORE ONFIRE PETER | EVOS Divine AbaaaX AimGOD Bara Geday Reyyy                                 | Netshoes Miners General NANDO9 Proxx7 Raone7                            |
| Vương Giả Vinh Diệu              | KPL Dream Team Cat (All Gamers) Chance (Douyu Gaming) Fly (Rogue Warriors) Fox (LGD NBW) Hai (EStar Pro) NoFear (JD Gaming) Pang (Wolves) Qing (Talent Gaming) Rong (EStar Pro) Yinuo (All Gamers) | LGD Gaming MY Jimmy JR Muskang King Siang Zhe Zhihong                      | Keyd Stars 0ne Dani Maynah Niap Supinão ySacer                          |
| Vương Giả Vinh Diệu              | KPL Dream Team Cat (All Gamers) Chance (Douyu Gaming) Fly (Rogue Warriors) Fox (LGD NBW) Hai (EStar Pro) NoFear (JD Gaming) Pang (Wolves) Qing (Talent Gaming) Rong (EStar Pro) Yinuo (All Gamers) | LGD Gaming MY Jimmy JR Muskang King Siang Zhe Zhihong                      | All Gamers Global Lived Myosotis Qinglin SNOW Zaiz                      |
| Mobile Legends: Bang Bang – Nam  | Selangor Red Giants Innocent Kramm Sekys Stormie YumS | Falcons AP Bren FlapTzy KyleTzy Owgwen Pheww Super Marco                   | Liquid ECHO Bennyqt Jaypee KarlTzy Sanford Sanji                        |
| Mobile Legends: Bang Bang – Nam  | Selangor Red Giants Innocent Kramm Sekys Stormie YumS | Falcons AP Bren FlapTzy KyleTzy Owgwen Pheww Super Marco                   | NIP Flash Diablo Hades JPL KurtTzy Vanix                                |
| Mobile Legends: Bang Bang – Nữ   | Omega Empress Amoree Ayanami Keishi Meraaay Shinoa | Team Vitality Chell Cinny Fumi Vival Vivian                                | Team Falcons Vega Chincaaw Funi Meylane Thall Violet                    |
| Mobile Legends: Bang Bang – Nữ   | Omega Empress Amoree Ayanami Keishi Meraaay Shinoa | Team Vitality Chell Cinny Fumi Vival Vivian                                | Victory Song Gamers Gayleee Kioway Minun Riyaan Syncro                  |
| Liên Minh Huyền Thoại            | T1 Zeus Oner Faker Gumayusi Keria | Top Esports 369 Tian Creme JackeyLove Meiko                                | Team Liquid Impact UmTi APA Yeon CoreJJ                                 |
| Liên Minh Huyền Thoại            | T1 Zeus Oner Faker Gumayusi Keria | Top Esports 369 Tian Creme JackeyLove Meiko                                | G2 Esports BrokenBlade Yike Cap Hans Sam Mikyx                          |
| Overwatch 2                      | Crazy Raccoon CH0R0NG HeeSang Junbin LIP MAX Shu | Toronto Ultra MER1T Rupal SOMEONE Sugarfree Vega                           | Team Falcons ChiYo Fielder Hanbin Proper SirMajed smurf Stalk3r         |
| Overwatch 2                      | Crazy Raccoon CH0R0NG HeeSang Junbin LIP MAX Shu | Toronto Ultra MER1T Rupal SOMEONE Sugarfree Vega                           | ZETA DIVISION AlphaYi BERNAR Fearless FINN Flora Viol2t                 |
| PUBG: Battlegrounds              | Soniqs hwinn Kickstart Shrimzy TGLTN | Petrichor Road Aixleft AZ Cui71 Ming Summer                                | FaZe Clan curexi Gustav Fexx Jeemzz                                     |
| PUBG Mobile                      | Alpha7 Esports Carrilho Mafioso Magrelin Revo | Reject Devine Duelo Reiji SaRa                                             | Tianba GGBond Long Lyu Qzzz                                             |
| Rainbow Six Siege                | Team BDS BriD LikEfac Shaiiko Solotov Yuzus | w7m esports d4sh Dodez Dotz L0BIN volpz                                    | Team Liquid Lagonis Maia Nesk Paluh resetz                              |
| Rainbow Six Siege                | Team BDS BriD LikEfac Shaiiko Solotov Yuzus | w7m esports d4sh Dodez Dotz L0BIN volpz                                    | FURIA Esports FelipoX HerdsZ Jv92 Kheyze nade                           |
| Rennsport                        | Kevin Siggy (Team Redline) | Sebastian Job (Team Redline)                                               | Maximilian Benecke (MOUZ)                                               |
| Rennsport                        | Team Redline Jeffery Rietveld Kevin Siggy Luke Bennett Sebastian Job | Team Vitality Erhan Jajovski Jiri Toman Marcell Csincsik Thibault Cazaubon | MOUZ Christopher Dambietz Maximilian Benecke Moritz Löhner Yuri Kasdorp |
| Rocket League                    | Team BDS dralii ExoTiiK M0nkey M00n | Team Falcons Kiileerrz Rw9 trk511                                          | Gen.G Mobil1 Racing ApparentlyJack Chronic Firstkiller                  |
| Rocket League                    | Team BDS dralii ExoTiiK M0nkey M00n | Team Falcons Kiileerrz Rw9 trk511                                          | G2 Stride Atomic Daniel nass                                            |
| StarCraft II                     | Clem (Team Liquid) | Serral (BASILISK)                                                          | Dark (Talon Esports)                                                    |
| StarCraft II                     | Clem (Team Liquid) | Serral (BASILISK)                                                          | herO (Weibo Gaming)                                                     |
| Street Fighter 6                 | Xiao Hai (KuaiShow Gaming) | Kawano (Good 8 Squad)                                                      | Tachikawa (Burning Core Toyama)                                         |
| Street Fighter 6                 | Xiao Hai (KuaiShow Gaming) | Kawano (Good 8 Squad)                                                      | gachikun (Good 8 Squad)                                                 |
| Strinova                         | MMR Fan ON Rite Xiaowu yzii | Super Shuai BriBri BTMC Kariyu lyr1c Tuonto                                | Nova Guardians kept Masuo SKJsa2 SKJShinka SoVault                      |
| Strinova                         | MMR Fan ON Rite Xiaowu yzii | Super Shuai BriBri BTMC Kariyu lyr1c Tuonto                                | Twisted Minds ExiT Fr4nky Gwzh Saint Zimo                               |
| Đấu Trường Chân Lý               | Wolves Esports LiShao Serein Sheltie YGQF | T1 Binteum Bobae dunizuni sCsC                                             | Team Vitality K3soju MilkK Setsuko torontotokyo                         |
| Đấu Trường Chân Lý               | Wolves Esports LiShao Serein Sheltie YGQF | T1 Binteum Bobae dunizuni sCsC                                             | Twisted Minds 60second Huanmie RiYue Snowy                              |
| Tekken 8                         | ULSAN (Kwangdong Freecs) | ATIF (Team Falcons)                                                        | Yagami (Al Qadsiah FC)                                                  |
| Tekken 8                         | ULSAN (Kwangdong Freecs) | ATIF (Team Falcons)                                                        | Double (ZETA DIVISION)                                                  |

### Thứ hạng Club Championship
| Màu      | Kết quả                  |
| -------- | ------------------------ |
| Vàng     | Quán quân                |
| Bạc      | Á quân                   |
| Đồng     | Hạng 3 hoặc tương đương  |
| Xanh lá  | Vị trí tính điểm khác    |
| Xanh lam | Vị trí phân loại khác    |
| Đỏ       | Không đủ điều kiện (DNQ) |
| Trắng    | Không tham gia (DNE)     |

| TT | Đội tuyển              | CWZ | LOL      | FF  | MSC  | CS2 | DOTA2 | MWI | OW2  | PUBGM | APEX | HOK   | R6    | FN    | SF6   | TFT   | MW3   | EAFC  | SC2   | REN  | RL    | PUBGB | T8    | Điểm số |
| -- | ---------------------- | --- | -------- | --- | ---- | --- | ----- | --- | ---- | ----- | ---- | ----- | ----- | ----- | ----- | ----- | ----- | ----- | ----- | ---- | ----- | ----- | ----- | ------- |
| 1  | Team Falcons[FLC]      | 1   | DNE      | 1   | 2    | DNQ | 3     | 3–4 | 3–4  | 17    | 2    | 11–12 | DNQ   | 5–8   | 17–24 | 9–12  | 12–16 | 3–4   | DNQ   | 7–8  | 2     | 11    | 2     | 5655    |
| 2  | Team Liquid[TL]        | DNE | 3–4      | DNE | 3–4  | DNQ | 2     | DNE | DNE  | 8     | 7    | DNE   | 3–4   | DNQ   | 17–24 | DNQ   | DNE   | 5–8   | 1     | DNE  | DNE   | DNE   | DNQ   | 2545    |
| 3  | Team BDS               | DNE | DNQ      | DNE | DNE  | DNE | DNE   | DNE | DNE  | DNE   | DNE  | DNE   | 1     | DNE   | DNE   | DNE   | DNE   | DNQ   | DNE   | DNE  | 1     | DNE   | DNE   | 2000    |
| 4  | Team Vitality[VIT]     | 9   | DNQ      | DNE | DNE  | 5–8 | DNE   | 2   | DNE  | DNE   | DNE  | 11–12 | DNE   | DNE   | DNQ   | 3–4   | DNE   | DNQ   | 6–7   | 2    | 5–8   | DNE   | 9–12  | 1650    |
| 5  | T1                     | DNE | 1        | DNE | DNE  | DNE | DNE   | DNE | DNE  | DNE   | DNE  | DNE   | DNE   | DNQ   | DNE   | 2     | DNE   | DNE   | DNE   | DNE  | DNE   | 19    | 17–24 | 1600    |
| 6  | FaZe Clan[FZE]         | DNE | DNE      | DNE | DNE  | 5–8 | DNE   | DNE | DNE  | DNQ   | 13   | DNE   | 5–8   | DNE   | DNE   | DNE   | 1     | DNE   | DNE   | 11   | DNE   | 3     | DNQ   | 1470    |
| 7  | Gaimin Gladiators[GAI] | 21  | DNE      | 8   | DNQ  | DNQ | 1     | 5–8 | 9–12 | DNQ   | 4    | DNE   | DNE   | 5–8   | DNQ   | DNE   | DNE   | DNQ   | 12–18 | DNE  | 12–16 | 24    | DNQ   | 1280    |
| 8  | Natus Vincere          | 5   | DNE      | DNE | DNE  | 1   | DNQ   | DNE | DNE  | DNQ   | 30   | DNE   | DNE   | DNE   | DNE   | 5–8   | DNE   | DNE   | 12–18 | DNE  | DNE   | 10    | 17–24 | 1170    |
| 9  | G2 Esports[G2]         | DNE | 3–4      | DNE | DNE  | 2   | 19–20 | DNE | DNE  | DNE   | DNE  | DNE   | DNQ   | DNE   | DNE   | DNE   | 12–16 | DNE   | DNE   | 9–10 | 3–4   | DNE   | DNE   | 1150    |
| 10 | Kwangdong Freecs[FRE]  | DNE | DNQ      | DNE | DNE  | DNE | DNE   | DNE | DNE  | DNE   | DNE  | DNE   | DNE   | DNE   | DNE   | DNE   | DNE   | DNE   | DNQ   | DNE  | DNE   | 5     | 1     | 1110    |
| 11 | Toronto Ultra[TOR]     | DNE | DNQ      | DNE | DNE  | DNQ | DNE   | DNE | 2    | DNE   | DNE  | DNE   | DNE   | DNE   | DNE   | 5–8   | 5–8   | DNE   | DNE   | DNE  | DNE   | DNE   | DNE   | 720     |
| 12 | Twisted Minds[TM]      | 3   | DNQ[LOL] | 11  | 9–16 | DNQ | DNE   | DNQ | 5–8  | 13    | 8    | DNQ   | DNQ   | DNE   | 9–12  | 3–4   | DNE   | DNQ   | 8–11  | DNE  | 9–12  | 18    | 9–12  | 710     |
| 13 | MOUZ                   | DNE | DNQ[LOL] | DNE | DNE  | 3–4 | 15–16 | DNE | DNE  | DNE   | DNE  | DNE   | DNE   | DNE   | 13–16 | DNE   | DNE   | DNE   | 12–18 | 3    | DNE   | DNE   | DNE   | 665     |
| 14 | Fnatic[FNC]            | 2   | 5–8      | DNE | 9–16 | DNQ | DNE   | DNE | 9–12 | DNE   | 18   | DNE   | DNQ   | 13–16 | 13–16 | 13–16 | DNE   | 15–16 | DNE   | DNE  | DNE   | DNE   | 17–24 | 660     |
| 15 | ZETA DIVISION          | DNE | DNE      | DNE | DNE  | DNE | DNE   | DNE | 3–4  | DNE   | DNE  | DNE   | DNE   | 13–16 | DNE   | DNE   | DNE   | DNE   | DNE   | DNE  | DNE   | DNE   | 3–4   | 550     |
| 16 | FURIA Esports          | DNE | DNQ[LOL] | DNE | DNE  | 5–8 | DNE   | DNE | DNE  | DNQ   | DNQ  | DNE   | 3–4   | DNE   | 13–16 | DNE   | DNE   | 11–12 | DNE   | DNE  | 5–8   | DNE   | DNE   | 395     |
| 16 | Weibo Gaming[WEI]      | DNE | DNQ      | DNE | DNE  | DNE | 7–8   | DNE | DNE  | DNQ   | 38   | 5–8   | DNE   | DNE   | DNQ   | 5–8   | DNE   | DNE   | 3–4   | DNE  | DNE   | DNQ   | DNE   | 395     |
| 18 | All Gamers[AG]         | 18  | DNQ      | 5   | DNE  | DNE | DNE   | DNE | DNE  | DNQ   | DNE  | 3–4   | DNE   | DNE   | DNE   | DNE   | DNE   | DNE   | 12–18 | DNE  | DNE   | 9     | DNE   | 385     |
| 19 | Talon Esports[TAL]     | DNE | DNQ[LOL] | DNE | DNE  | DNE | DNQ   | DNE | DNE  | 6     | DNE  | DNQ   | 13–16 | DNE   | DNQ   | DNE   | DNE   | DNE   | 3–4   | DNE  | DNE   | DNE   | DNQ   | 345     |
| 20 | Gen.G[GEN]             | DNE | 5–8      | DNE | DNE  | DNQ | DNE   | DNE | DNE  | DNE   | DNE  | DNE   | DNE   | DNE   | DNE   | DNE   | DNE   | DNE   | DNQ   | DNE  | 3–4   | DNQ   | DNE   | 335     |
| 20 | Virtus.pro             | DNE | DNE      | DNE | DNE  | 3–4 | 17–18 | DNE | 5–8  | DNQ   | 24   | DNQ   | DNQ   | DNE   | 17–24 | DNE   | DNE   | DNQ   | 12–18 | 12   | DNE   | 23    | DNE   | 335     |
| 22 | Guild Esports[GUI]     | 4   | DNE      | DNE | DNE  | DNQ | DNE   | DNQ | DNE  | DNE   | 9    | DNE   | DNE   | DNQ   | 25–32 | DNE   | DNE   | DNQ   | DNE   | 6    | DNE   | DNE   | DNQ   | 270     |
| 23 | DRX                    | DNE | DNQ      | DNE | DNE  | DNE | DNE   | DNE | 4    | DNE   | DNE  | DNE   | DNE   | 9–12  | DNE   | DNE   | DNE   | DNE   | DNE   | DNE  | DNE   | DNE   | 5–8   | 260     |
| 24 | Cloud9[C9]             | 20  | DNQ      | DNE | 9–16 | DNQ | DNE   | 5–8 | DNE  | DNE   | DNQ  | DNE   | DNQ   | DNE   | 17–24 | DNE   | 5–8   | 5–8   | 8–11  | DNE  | DNQ   | DNE   | DNQ   | 185     |
| 25 | Spacestation Gaming    | DNE | DNE      | DNE | DNE  | DNE | DNE   | DNE | 5–8  | DNE   | 17   | DNE   | 5–8   | DNE   | DNE   | DNE   | DNE   | DNE   | DNE   | DNE  | 5–8   | DNQ   | DNE   | 180     |
| 26 | Team Spirit            | DNE | DNE      | DNE | 9–16 | 5–8 | 7–8   | DNE | DNE  | 27    | DNE  | DNE   | DNE   | DNE   | DNE   | DNE   | DNE   | DNE   | DNE   | DNE  | DNE   | DNE   | DNE   | 90      |

Ghi chú giải đấu:
- Chỉ những đội đủ điều kiện tham dự Club Championship mới được liệt kê ở đây.
- Một đội có thể giành chức vô địch Câu lạc bộ khi chiến thắng ít nhất một giải đấu.

Ghi chú câu lạc bộ:
1. ^ All Gamers: All Gamers đã mua lại đội hình của Stalwart Esports trong Free Fire. Ở Liên Minh Huyền Thoại, đội đại diện thi đấu của họ là Anyone's Legend. Các đội của họ trong Vương Giả Vinh Diệu cũng như PUBG: Battlegrounds có tên là All Gamers Global; hai trong số những tuyển thủ trong đội King Pro League của họ, Yinuo và Cat, đã lọt vào KPL Dream Team trong giải.
2. ^ Cloud9: Cloud9 đã ký hợp đồng với BloodThirstyKings cho MSC và Reignfall cho MWI để tham gia Mobile Legends: Bang Bang. Họ cũng đã hợp tác với beastcoast trong Rainbow Six Siege (hình thành nên Cloud9 Beastcoast) và mua lại New York Subliners cho Modern Warfare III (sau này trở thành Cloud9 New York).
3. ^ FaZe Clan: FaZe Clan đã mua lại Made in Heaven trong Apex Legends. FaZe cũng có một đội Fortnite nhưng không tham gia các giải đấu vòng loại cho Esports World Cup: Featuring Fortnite. Ở Call of Duty: Modern Warfare III, họ được đại diện bởi Atlanta FaZe.
4. ^ Fnatic: Fnatic đã hợp tác với ONIC Esports tại MSC cho cả hai đội Indonesia và Philippines của họ; đội Indonesia đã vượt qua vòng loại nhưng không ghi được điểm cho Fnatic.
5. ^ G2 Esports: G2 Esports đã hợp tác với Invictus Gaming trong Dota 2 để thành lập G2.iG. Trong Rocket League, họ được gọi là G2 Stride trong sự hợp tác với Stride Esports. Trong Call of Duty: Modern Warfare III, họ đại diện cho Minnesota RØKKR của CDL.
6. ^ Gaimin Gladiators: Gaimin Gladiators ban đầu hợp tác với Indostars trong Free Fire. Vì luật EWC quy định rằng một câu lạc bộ chỉ được có một quan hệ đối tác, nên quan hệ đối tác tiếp theo của họ với HomeGirls (đội tuyển nữ của HomeBois) cho MWI bị phán quyết là không đủ điều kiện. Do đó, số điểm mà Gaimin Gladiators HomeGirls kiếm được không được cộng vào tổng số điểm của Gaimin.
7. ^ Gen.G: Đội tuyển Rocket League của Gen.G được gọi là Gen.G Mobil1 Racing, do sự hợp tác với dầu động cơ tổng hợp Mobil 1.
8. ^ Guild Esports: Guild Esports đã mua lại Serenity để quay lại Apex Legends. Đội Counter-Strike 2 của họ được gọi là Guild Eagles sau khi họ mua lại đội hình Bad News Eagles. Guild cũng hợp tác với R8 Esports cho MWI, nhưng không đủ điều kiện. Họ cũng đã ký hợp đồng với Dan "Stingray" Ray cho EA Sports FC.
9. ^ Kwangdong Freecs: Trong Tekken 8, cả CherryBerryMango và ULSAN đều lọt vào top 8 của Kwangdong Freecs, nhưng chỉ có chiến thắng của ULSAN mới giúp họ giành được điểm trong Club Championship.
10. ^ Liên Minh Huyền Thoại: Trong khi các câu lạc bộ được đề cập đều có một đội tuyển Liên Minh Huyền Thoại, nhưng đội tuyển của họ không thi đấu tại các giải đấu chính thức của Liên Minh Huyền Thoại như LCS, LEC, LCK hoặc LPL, do đó họ không được phép tham dự giải đấu Liên Minh Huyền Thoại của Esports World Cup.
11. ^ Talon Esports: Ở Liên Minh Huyền Thoại và Rainbow Six Siege, Talon Esports được biết đến với cái tên PSG Talon hợp tác với câu lạc bộ bóng đá Pháp Paris Saint-Germain. Ở Vương Giả Vinh Diệu, đội mà họ cử đi được gọi là Talon Esports ID; là 1 đội tuyển thi đấu bộ môn Arena of Valor và do đó không đủ điều kiện tham dự giải đấu.
12. ^ Team Falcons: Ở cả MSC và MWI, Team Falcons có hai đội đủ điều kiện tham gia – Team Falcons (MPL MENA) và Falcons AP Bren (hợp tác với AP Bren tại MPL Philippines) cho MSC, Team Falcons Vega (Indonesia) và Team Falcons Vega MENA cho MWI. Falcons AP Bren ghi điểm cho MSC, trong khi Team Falcons Vega ghi điểm cho MWI. Team Falcons cũng giành được vị trí Apex Legends của DarkZero Esports bằng cách ký hợp đồng với Zer0 và Genburten.
13. ^ Team Liquid: Team Liquid đã mua lại STUN.GG, chủ sở hữu của AURA Esports và ECHO Philippines, để tham gia Mobile Legends: Bang Bang. Đội tuyển Philippines của họ, khi đó được gọi là Liquid ECHO, đã giành được điểm cho Team Liquid tại MSC. Họ cũng hợp tác với Team Gullit cho EA Sports FC; ManuBachoore đã ghi điểm cho Liquid. Trong StarCraft II, cả Clem và Cure đều kết thúc ở vị trí có điểm, nhưng chỉ có chiến thắng của Clem được tính vào tổng số điểm của Club Championship của họ.
14. ^ Toronto Ultra: Toronto Ultra đã mua lại Never Lucky trong Đấu Trường Chân Lý. OverActive Media (chủ sở hữu của Toronto Ultra) đã đổi tên đội tuyển Overwatch 2 của họ, Toronto Defiant thành Toronto Ultra cho giải đấu. OverActive Media cũng sở hữu MAD Lions KOI trong Liên Minh Huyền Thoại và Movistar KOI trong Counter-Strike 2; không rõ liệu họ có đổi tên thành Toronto Ultra hay không nếu họ đủ điều kiện tham gia các giải đấu tương ứng.
15. ^ Twisted Minds: Twisted Minds đã hợp tác với Legends Gaming trong Apex Legends. Họ cũng tham gia giải đấu Strinova và giành vị trí đồng hạng 3.
16. ^ Team Vitality: Team Vitality đã mua lại ONSYDE Gaming để tham gia StarCraft II. Solar và Maru đủ điều kiện tham gia giải đấu SCII và giành được vị trí có điểm, nhưng chỉ có vị trí thứ 6–7 của Maru được tính vào tổng số điểm Club Championship của họ.
17. ^ Weibo Gaming: Weibo Gaming hợp tác với Wonton Dumpling trong Apex Legends và Xtreme Gaming trong Dota 2; điểm của Xtreme Gaming được tính cho Xtreme Gaming chứ không phải Weibo. Đội của họ trong Honor of Kings Invitational Midseason được gọi là Weibo Gaming MY; không có tuyển thủ nào trong đội King Pro League của họ lọt vào KPL Dream Team.

## Giải thưởng
Esports World Cup 2024 sẽ có tổng giải thưởng lên tới hơn 60 triệu đô la Mỹ, tổng giải thưởng tổng hợp lớn nhất trong lịch sử thể thao điện tử. Tiền thưởng sẽ được chia thành bốn hạng mục: Club Championship, Giải vô địch bộ môn, Các đội tuyển đủ điều kiện, và Tuyển thủ giành được MVP. Club Championship có giải thưởng $20 triệu cho 16 đội tuyển có tổng thành tích tốt nhất, trong khi mỗi giải thưởng vô địch trong số 20 bộ môn sẽ có tổng giải thưởng hơn $33 triệu. Các đội sẽ cạnh tranh để giành được hơn $7 triệu trong các bộ môn đủ điều kiện và MVP của mỗi bộ môn sẽ được trao $50,000.
| Hạng mục                   | Tổng tiền thưởng |
| -------------------------- | ---------------- |
| Club Championship          | $20,000,000      |
| Giải vô địch bộ môn        | $33,800,000      |
| Các đội tuyển đủ điều kiện | $7,600,000       |
| MVP                        | $1,100,000       |

| TH    | Đội               | Tổng tiền thưởng |
| ----- | ----------------- | ---------------- |
| 1     | Team Falcons      | $7,000,000       |
| 2     | Team Liquid       | $4,000,000       |
| 3     | Team BDS          | $2,000,000       |
| 4     | Team Vitality     | $1,500,000       |
| 5     | T1                | $1,250,000       |
| 6     | FaZe Clan         | $1,000,000       |
| 7     | Gaimin Gladiators | $800,000         |
| 8     | Natus Vincere     | $600,000         |
| 9     | G2 Esports        | $450,000         |
| 10    | Kwangdong Freecs  | $350,000         |
| 11    | Toronto Ultra     | $250,000         |
| 12    | Twisted Minds     | $200,000         |
| 13–15 | MOUZ              | $150,000         |
| 13–15 | Fnatic            | $150,000         |
| 13–15 | ZETA DIVISION     | $150,000         |
| 16–17 | FURIA Esports     | $75,000          |
| 16–17 | Weibo Gaming      | $75,000          |

## Tranh cãi
Thông báo về Cúp thể thao điện tử thế giới 2024 đã vấp phải nhiều phản ứng trái chiều do lo ngại hồ sơ về nhân quyền của Ả Rập Xê Út và việc giải đấu được sử dụng để làm tấm bình phong che đậy các vấn đề thực sự mà Ả Rập Xê Út mắc phải. Khoản đầu tư đáng kể của Ả Rập Xê Út vào lĩnh vực thể thao điện tử lên tới hàng tỷ đô la, đã dẫn đến sự mở rộng nhanh chóng của ngành này trong nước. Tuy nhiên, những diễn biến này xảy ra trong bối cảnh quốc tế đang giám sát chặt chẽ hồ sơ nhân quyền của Ả Rập Xê Út, đặc biệt liên quan đến quyền LGBTQ+, quyền phụ nữ và cách xử lý sự bất đồng chính kiến.
Vào tháng 3 năm 2024, tổ chức thể thao điện tử Ex Oblivione đã công bố quyết định không tham gia thi đấu bộ môn Overwatch 2 tại Esports World Cup 2024. Tổ chức này bày tỏ lo ngại về việc thiếu khả năng tiếp cận cần thiết cho tất cả các thành viên trong cộng đồng của họ và khả năng người hâm mộ của họ không thể tham gia sự kiện cùng với họ. Quyết định này đã nhận được nhiều phản ứng trái chiều từ những người theo dõi họ và cộng đồng, trong đó nhiều người bày tỏ sự ủng hộ đối với lập trường của họ trong khi những người khác chỉ trích tổ chức.
Vào tháng 6 năm 2024, Esports Awards, một chương trình trao giải nhằm tôn vinh và tôn vinh các đội, người chơi và danh hiệu thể thao điện tử, đã thông báo rằng họ sẽ tổ chức một buổi lễ tại Esports World Cup ở Riyadh vào cuối tháng 8. Thông báo này đã vấp phải phản ứng dữ dội ngay lập tức từ cả người hâm mộ và nhân viên của Esports Awards, với việc các thành viên ủy ban rời khỏi tổ chức.